# Doliocarpus lancifolius
Doliocarpus lancifolius é uma espécie de planta do gênero Doliocarpus e da família Dilleniaceae. 

## Taxonomia
A espécie foi descrita em 1973 por Klaus Kubitzki. 

## Forma de vida
É uma espécie terrícola e trepadeira. 

## Conservação
A espécie faz parte da Lista Vermelha das espécies ameaçadas do estado do Espírito Santo, no sudeste do Brasil. A lista foi publicada em 13 de junho de 2005 por intermédio do decreto estadual nº 1.499-R. 

## Distribuição
A espécie é encontrada nos estados brasileiros de Bahia e Espírito Santo. 
A espécie é encontrada no domínio fitogeográfico de Mata Atlântica, em regiões com vegetação de floresta ombrófila pluvial.